# Медаља Петра Мркоњића
Медаља Петра Мркоњића је установљена 1993. године системом одликовања Републике Српске дефинисаним Уставом Републике Српске у коме се каже: „медаље су јавно државно признање Републике Српске које се додјељују лицима или колективима за једнократне изузетне заслуге и дјела, која су по својој природи непоновљива и јединствена, односно за добро обављену дужност или службу или за учествовање у одређеном догађају”.
Медаља Петра Мркоњића је војно одликовање које има једну класу. Додјељује се јединицама оружаних снага Републике Српске за вријеме значајних подвига у борби. Само у изузетним случајевима, на предлог јединице се може додијелити и старијешини под чијом командом је извојеван подвиг.
Натпис на медаљи гласи: „Петар Мркоњић својим јунацима, Република Српска 1993”.
Добила је име по краљу Петру I Карађорђевићу, коме је током буне у Невесињу 1875. године, у којој је учествовао, био псеудоним Петар Мркоњић. Та буна је више позната под именом Невесињска пушка.

## Одликовани
- 1. романијска пјешадијска бригада[2]
- 18.Херцеговачка лака пјешадијска бригада